# Ladrilho hidráulico

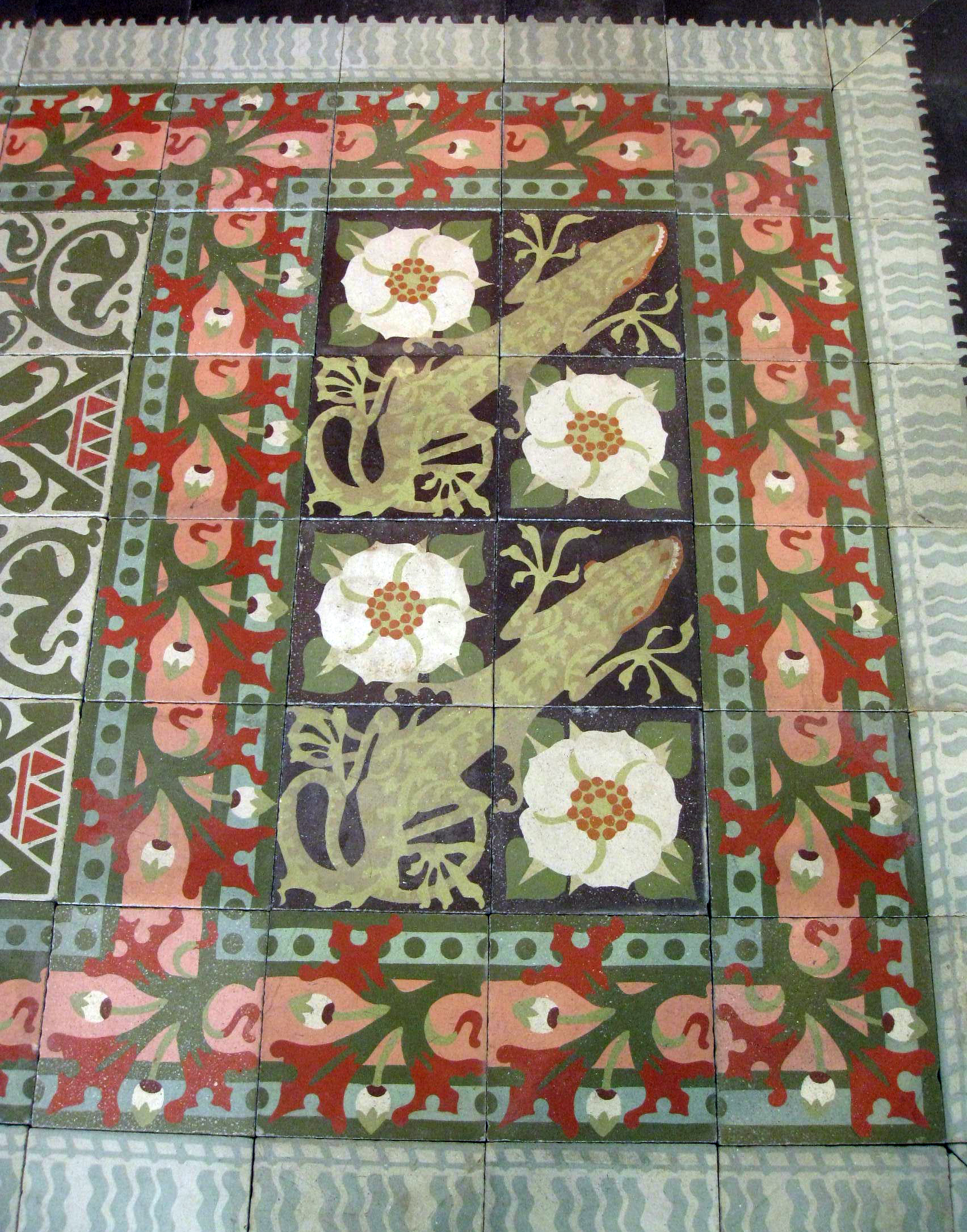
Pavimento hidráulico, por Domènech i Montaner. Palau Nacional (Barcelona)

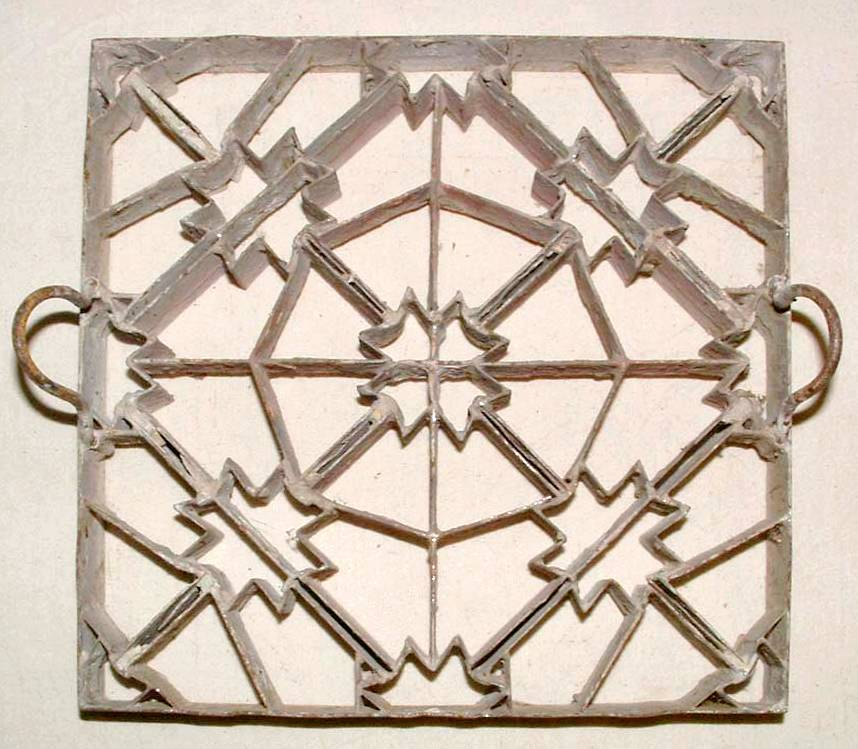
Molde Ladrilho hidráulico, França, 1920

Ladrilho hidráulico, mosaico hidráulico ou piso hidráulico (às vezes impropriamente chamado  azulejo hidráulico), é um tipo de revestimento artesanal feito à base de cimento, usado em pisos e paredes, fabricado com dupla camada (pigmentação e preenchimento) produzido por meio de prensagem hidráulica, de onde ele tira seu nome.
Teve seu apogeu entre o fim do século XIX e meados do século XX. Foi apresentado como alternativa ao mármore ou como uma "cerâmica" que não necessitava de cozimento. A partir dos anos 1960, o surgimento de outros materiais substituiu progressivamente os pisos hidráulicos por elementos menos elaborados e mais rentáveis.
Os ladrilhos hidráulicos  têm sua origem no final do último século no sul da Europa. Rapidamente se espalharam pelos países  mediterrâneos e tornaram-se populares também na Inglaterra vitoriana e na Rússia por sua resistência e por suas qualidades decorativas.
Até hoje continuam sendo produzidos um a um, e a maneira com que são feitos continua a mesma há mais de um século.

## História
As primeiras referências datam de 1857 quando o piso hidráulico foi descrito como alternativa à pedra (ao mármore principalmente). O produto foi apresentado na Exposição Universal de 1867, em Paris, pela empresa Garret, Rivet i Cia. como uma "cerâmica" que não precisava de cozimento pois era solificada por meio de prensas.
Produtores notáveis se desenvolveram na região de Barcelona, destacando-se M. C. Butsems, Orsola, Solà i Cia., Munner i Boada, La Catalana, Mosaics Martí (ainda em atividade) e Teòtim Fortuny; porém a mais importante e mais conhecida foi Escofet, Fortuny i Cia. S. en C., fundada em 1886 e que fabricou os mosaicos dos prédios modernistas barceloneses antes de se expandir por toda a Espanha e Américas.
As dimensõess habituais das peças era de 20cm×20cm mas também havia as de 10cm×10cm, 15cm×15cm, 25cm×25cm e de 40cm×40cm.
A coincidência dessa técnica com o movimento modernista favoreceu o surgimento de mosaicos artísticos, com desenhos complexos. Os fabricantes se cercavam de desenhistas e arquitetos da moda, como Alexandre de Riquer, Domènech i Montaner, Josep Puig i Cadafalch, Josep Pascó, Antoni Saurí i Sirés e Enric Sagnier.

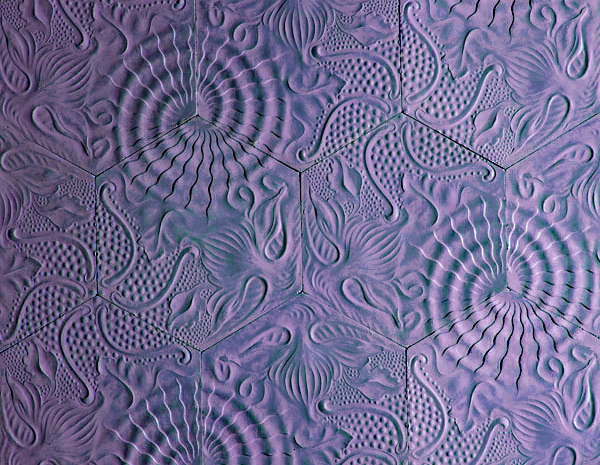
Pavimento hidráulico instalado na casa Milà e no Passeio de Grácia, em Barcelona.

Um colaborador de Antoni Gaudí, Joan Beltran, desenhou um pavimento hidráulico para a Casa Batlló. O mosaico, porém, acabou sendo instalado na casa Milà e, posteriormente, serviu de revestimento ao conjunto do Passeig de Gràcia, em Barcelona.
Os desenhos dos azulejos hidráulicos  representavam  formas geométricas, flores ou folhas. Os mais delicados utilizavam um motivo que se repetia e se propagava pelas peças. Geralmente, os decoradores compunham seus desenhos simulando um tapete que recobria a totalidade de uma sala, o que requeria  que as peças de ladrilho se adaptassem perfeitamente às dimensões do piso, sem que fosse preciso cortá-las. Também era habitual que um motivo fosse gerado pela combinação dois, quatro ou seis ladrilhos diferentes, o que complicava consideravelmente a  produção e a  instalação.

## Processo de fabricação
1. Um molde de bronze é feito para cada desenho, separando cada cor, ainda sem o ladrilho.
2. Esse molde é ajustado a um quadro exterior de ferro que segue a forma da borda do ladrilho.
3. Cada parte do molde de bronze é enchida com uma mistura líquida com  pigmentação a base de óxido de ferro, pó de mármore e cimento branco, individualmente.
4. O molde de bronze depois é retirado e a superfície colorida é coberta com uma mistura seca e logo após uma úmida.
5. O ladrilho é comprimido em uma prensa hidráulica.
6. Depois que o ladrilho é liberado da forma, é retirado com cuidado.
7. O ladrilho recém fabricado descansa por 24 horas, só então é submergido na água por aproximadamente 8 horas.
8. Finalmente, os ladrilhos são armazenados por 4 semanas na sombra para terminar a cristalização do cimento, após esta período estarão prontos para serem utilizados.

## Ladrilho Hidráulico utilização
O Ladrilho Hidráulico também pode ser utilizado para passeio público, praças, calçadas, sinalização tátil,  garagens, estacionamentos, rampas de automóveis, ambientes internos, bordas de piscina etc., seu principal diferencial é a alta resistência aliado a características antiderrapantes oferecendo segurança mesmo quando molhados.